# 科克揚加克
科克揚加克是吉爾吉斯的城鎮，由賈拉拉巴德州負責管轄，位於該國西部，距離首府賈拉拉巴德35公里，始建於1910年，面積12.13平方公里，海拔高度1,200至1,450米，2004年人口10,341。

## 外部連結
- Assessment of the Coal Resources of the Kyrgyz Republic （页面存档备份，存于）

41°02′52″N 73°06′10″E / 41.04778°N 73.10278°E